# Don’t Stop Believin’
Don’t Stop Believin’ – ballada rockowa zespołu Journey, wydana w 1981 roku jako singel promujący album Escape.

## Powstanie i charakterystyka
Pomysł na piosenkę wyszedł od Jonathana Caina, który przed dołączeniem do Journey przebywał w Los Angeles, szukając opcji dla swojej kariery. Cain zadał wówczas ojcu pytanie, czy powinien wrócić do Chicago, na co ten odpowiedział, aby Cain nie przestawał wierzyć. Po dołączeniu do Journey Cain zaproponował Steve’owi Perry’emu napisanie tekstu odnoszącego się do Bulwaru Zachodzącego Słońca, na co Perry przystał. W efekcie Cain opisał, jak twierdził, grono ludzi, którzy pojawili się na bulwarze w piątkowy wieczór. Do Bulwaru Zachodzącego Słońca bezpośrednio odnosi się wers „Strangers waiting, up and down the Boulevard”. Tekst Cainowi pomógł pisać Perry, który wyjaśnił, iż do pojawiającego się w piosence określenia „streetlight people” zainspirował go widok w pokoju hotelowym w Detroit, kiedy to przez okno widział ludzi, którzy wychodzili z ciemnych miejsc do widocznych. Przekaz piosenki opiera się na wierze w siebie i podążaniu za swoimi pasjami. Od strony muzycznej Neal Schon opracował basowy riff, linię gitarową i akordy w refrenie, a Steve Smith zadbał o bogactwo perkusji.
Utwór ma unikalną strukturę ze względu na fakt, iż refren występuje w nim zaledwie raz, pod koniec piosenki. Struktura utworu jest następująca: instrumental, pierwsza zwrotka, instrumental, druga zwrotka, pierwszy przedrefren, instrumental, trzecia zwrotka, drugi przedrefren, instrumental i refren na końcu.
Do utworu nagrano dwa teledyski. Pierwszy z nich był niskobudżetowym klipem, przedstawiającym występ na pustej scenie. Drugi klip zyskał status oficjalnego i przedstawiał zespół podczas koncertu w Houston, promującego album Escape. Żaden z teledysków nie był jednak popularny w MTV.

## Odbiór
Pierwotnie piosenka zajęła m.in. dziewiąte miejsce na liście Hot 100, jednak nie była szczególnie popularna w Wielkiej Brytanii. Po ponownym wzroście zainteresowania „Don’t Stop Believin’” na początku XXI wieku, w listopadzie 2008 roku ogłoszono, że utwór stał się pierwszą pochodzącą z ery przedcyfrowej piosenką, która sprzedała się za pośrednictwem iTunes w liczbie ponad 2 milionów pobrań. Singel pokrył się platyną w Australii (9 × platyna), Stanach Zjednoczonych (5 × platyna za sprzedaż cyfrową) i Danii.
W Wielkiej Brytanii piosenka zyskała popularność w 2009 roku, kiedy to wykonał ją zwycięzca „The X Factor”, Joe McElderry. Zespół nie wyraził jednak zgody na to, aby McElderry nagrał swoją wersję na singel. W 2021 roku oryginalna wersja zyskała w Wielkiej Brytanii status poczwórnej platyny.
W 2021 roku utwór otrzymał nagrodę Grammy Hall of Fame. W tym samym roku „Rolling Stone” umieścił utwór na 133. miejscu listy 500 piosenek wszech czasów. W 2022 roku Biblioteka Kongresu włączyła „Don’t Stop Believin’” do National Recording Registry.
| Lista             | Pozycja | Źródło |
| ----------------- | ------- | ------ |
| Austria           | 70      | [ 10 ] |
| Holandia          | 50      | [ 10 ] |
| Irlandia          | 4       | [ 11 ] |
| Kanada            | 9       | [ 12 ] |
| Południowa Afryka | 99      | [ 13 ] |
| Stany Zjednoczone | 9       | [ 2 ]  |
| Szwecja           | 25      | [ 10 ] |
| Wielka Brytania   | 6       | [ 2 ]  |

## Covery i wykorzystanie
Utwór był coverowany przez kilkudziesięciu wykonawców, m.in. Northern Kings (2007), Steel Panther (2009) i Hayseed Dixie (2015). W 2009 roku piosenkę wykonali aktorzy serialu „Glee”; ta wersja zajęła czwarte miejsce na liście Hot 100, a także została wykorzystana w „Ulicy Sezamkowej”. Z kolei w 2020 roku blogerzy LadBaby wykonali parodię piosenki pt. „Don′t Stop Me Eatin′”, która zajęła pierwsze miejsce na liście UK Singles Chart. W 2010 roku piosenkę w finale zbiórki na rzecz Rainforest Foundation Fund wykonali w Carnegie Hall tacy muzycy, jak Lady Gaga, Elton John, Bruce Springsteen, Sting, Blondie i Shirley Bassey.
Piosenka została wykorzystana w grze na Atari 2600 pt. Journey Escape z 1982 roku. Popularność piosence przyniosło jej wykorzystanie w filmie Monster. Utwór pojawia się w scenie, w której Selby Wall i Aileen Wuornos podczas jazdy na łyżwach rozmawiają ze sobą na temat „Don’t Stop Believin’”, a w końcu całują się. Reżyserka Patty Jenkins wysłała członkom Journey kopie filmu z prośbą o zgodę na wykorzystanie piosenki, na co Perry wyraził zgodę i pomógł wybrać Jenkins muzykę do reszty filmu. Po ukazaniu się filmu wzrosło zainteresowanie piosenką, wskutek czego pojawiła się ona w takich serialach, takich jak „Ja się zastrzelę”, „Tak, kochanie”, „Hoży doktorzy”, „Głowa rodziny”, „Rodzina Soprano”, „Na imię mi Earl”, „Dowody zbrodni”, „CSI: Kryminalne zagadki Las Vegas”, „Miasteczko South Park” i „Bobby kontra wapniaki”, a także w filmach: Szkoła stewardes (2003), Pada Shrek (2007), Sportowy film (2007) Opowieści na dobranoc (2008) oraz Rock of Ages (2012).
W 2005 roku piosenka stała się hymnem klubu Chicago White Sox. W 2020 roku, podczas pandemii COVID-19, utwór był wykorzystywany w niektórych szpitalach jako motywujący pacjentów. Szpital NewYork-Presbyterian Queens odtwarzał piosenkę za każdym razem, gdy wypisywano w nim pacjenta z koronawirusem.